# Clientister henrici
Clientister henrici är en skalbaggsart som beskrevs av August Reichensperger 1935. Clientister henrici ingår i släktet Clientister och familjen stumpbaggar. Inga underarter finns listade i Catalogue of Life.